# ING Group
O ING Group é uma instituição financeira de origem neerlandesa que oferece serviços de banco, seguros e investimentos.

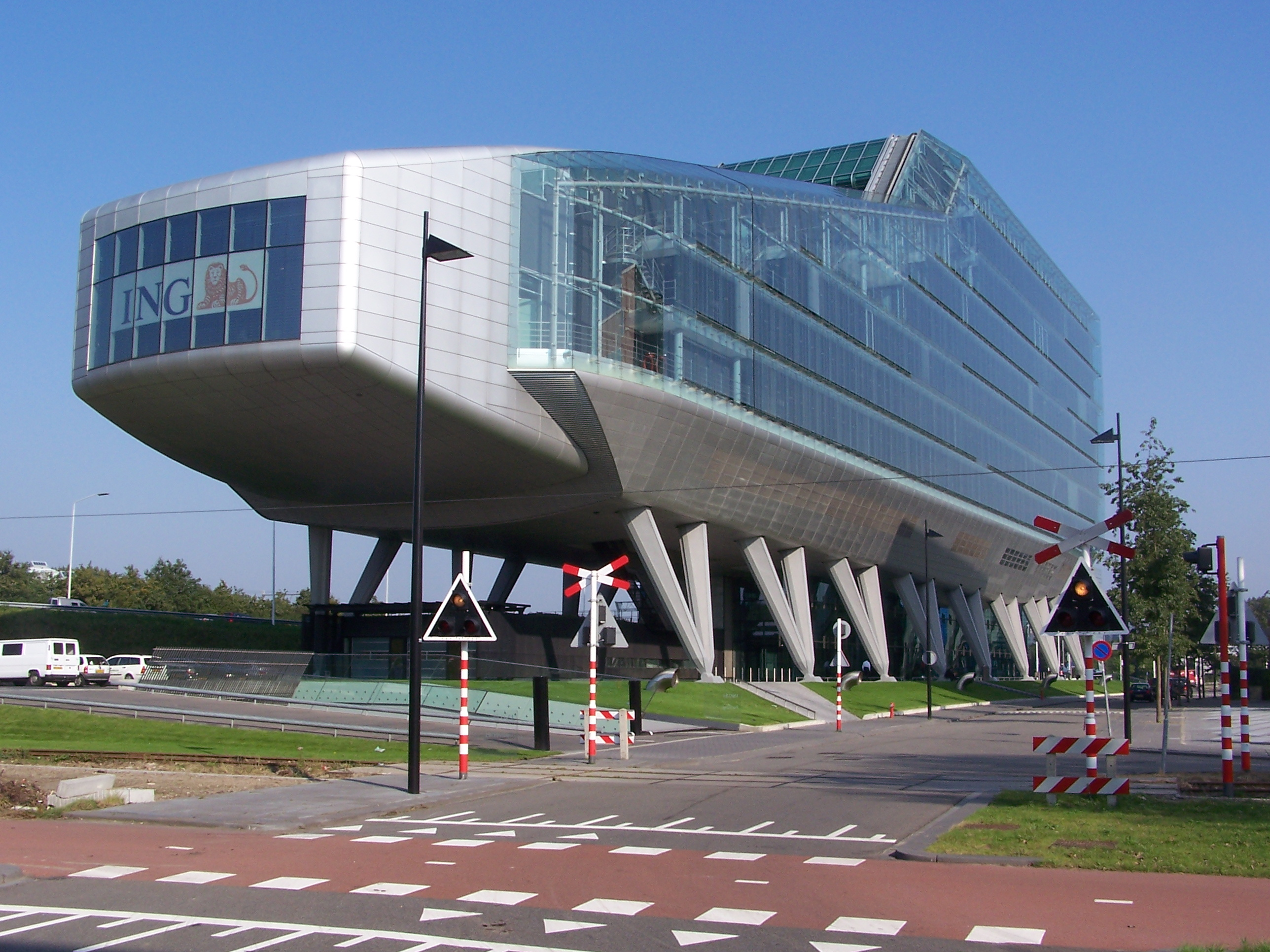
Sede do ING Group em Amsterdã.

No ano de 2003, o ING atendia a 60 000 000 clientes privados, corporativos e institucionais em mais de cinquenta países com uma mão de obra de cerca de 115.000 pessoas. Tem filiais no Brasil, no Canadá, no Peru, no Chile, na Espanha, na França, na Itália, no México, nos Estados Unidos, na Alemanha, no Reino Unido, na Bélgica, na Áustria e na Austrália. Possui, também, o banco ING direct, um banco virtual com operações na Austrália, no Canadá, nos Estados Unidos, no Reino Unido, na Espanha e em outros países. Em 2006, segundo a revista Forbes, o ING era a 11ª maior companhia do mundo. A sede do ING está em Amsterdam. No Brasil, o grupo ING é sócio minoritário da SulAmérica Companhia Nacional de Seguros e parceiro na batalha com o Bradesco pelo posto de maior empresa seguradora do país.

## Publicidade e patrocínio

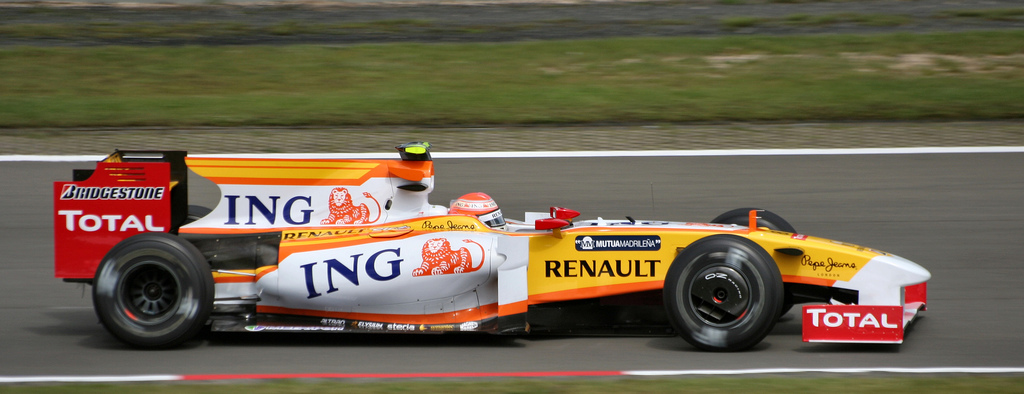
Carro de Fórmula 1 com patrocínio do ING Group.

Os anúncios do ING costumam aparecer frequentemente na mídia, prioritariamente na internet e na televisão, mas suas campanhas de publicidade também estão direcionadas a jornais, a rádio e também a jogos eletrônicos, tais como o Need For Speed Underground 2.
Na tevê, costuma fazer infocomerciais, mostrando, antes de começar o programa, apresentadores fazendo uma espécie de reportagem publicitária, com conotações em laranja no fundo (cor da empresa).
Durante o periodo de 2007 ate 2009, também patrocinou a equipe de fórmula 1 da Renault F1 Team, além do Grande Prêmio da Austrália e o Grande Prêmio da Bélgica.